# Transat anglaise 1992
Navigation
Édition précédente Édition suivante
La transat anglaise 1992 est la neuvième édition de la transat anglaise, elle comptait 66 concurrents au départ et 55 à l'arrivée.
Avec des conditions difficiles au départ, la flotte se scinde rapidement: Joyon au Nord, Paul Vatine au Sud, Bourgnon et Peyron sur la route médiane. Au bout d'une semaine, la situation s'est éclaircie en tête: Bourgnon casse son rail de grand-voile, Florence Arthaud chavire près de Terre-Neuve, Poupon navigue avec une dérive cassée. Il n'en reste plus qu'un: Loïck Peyron, qui accélère à l'approche de l'arrivée et finit avec plus de 24h d'avance.

## Classement
| pos. | Skipper                       | Bateau               | Type/ LOA (ft) | Temps            |
| ---- | ----------------------------- | -------------------- | -------------- | ---------------- |
| 1er  | Loïck Peyron France           | Fujicolor II         | Trimaran 60    | 11 j 01 h 35 min |
| 2e   | Paul Vatine France            | Haute Normandie      | Trimaran 60    | 12 j 07 h 49 min |
| 3e   | Francis Joyon France          | Banque populaire     | Trimaran 60    | 12 j 09 h 14 min |
| 4e   | Hervé Laurent France          | Took Took            | Trimaran 60    | 13 j 04 h 01 min |
| 5e   | Laurent Bourgnon Suisse       | Primagaz             | Trimaran 60    | 13 j 07 h 40 min |
| 6e   | Yves Parlier France           | Cacolac d'Aquitaine  | Mono 60        | 14 j 16 h 01 min |
| 7e   | Etienne Giroire France        | Up My Sleeve         | Trimaran 40    | 16 j 06 h 45 min |
| 8e   | Mark Gatehouse Royaume-Uni    | Queen Anne's Battery | Mono 60        | 16 j 11 h 30 min |
| 9e   | Hervé Cléris France           | CLM                  | Trimaran 50    | 16 j 12 h 17 min |
| 10e  | Pascal Hérold France          | Dupon Duran          | Trimaran 50    | 16 j 20 h 16 min |
| 11e  | Alan Wynne-Thomas Royaume-Uni | Cardiff Discovery    | Mono 60        | 17 j 06 h 17 min |
| 12e  | Bertrand de Broc France       | Groupe LG            | Mono 60        | 17 j 07 h 17 min |
| 13e  | Nigel Burgess Royaume-Uni     | Dogwatch II          | Mono 60        | 17 j 15 h 59 min |
| 14e  | Richard Tolkien Royaume-Uni   | Enif Morgan Grenfell | Mono 60        | 17 j 16 h 40 min |
| 19e  | José de Ugarte Espagne        | Euzkadi Europa 93    | Mono 60        | 18 j 07 h 19 min |
| 23e  | Vittorio Malingri Italie      | Moana 60             | Mono 60        | 20 j 10 j 10 min |